# Carlo Mirabello
Pour les articles homonymes, voir Mirabello.
Carlo Mirabello (Tortona, 17 novembre 1847 - Milan, 24 mars 1910) était un homme politique et un général italien.

## Biographie

### Carrière militaire
Après avoir fait ses premières études dans sa ville natale, il est admis à l'école navale à l'âge de 14 ans. Nommé sous-lieutenant, il participe à la guerre d'indépendance en 1866.
Il est directeur du bureau provisoire créé pour cartographier la côte et les fonds marins de La Spezia (1874-1875).
En 1884, il est nommé officier supérieur. En 1898, promu amiral, il occupe le poste de commandant de la défense maritime à La Spezia (1898-1900) et en 1899, il est nommé chef d'état-major.

#### Promotions militaires
- Enseigne de vaisseau (Guardiamarina) : 8 janvier 1865
- Sous-lieutenant de vaisseau (Sottotenente di vascello) : 18 juillet 1866
- Lieutenant de vaisseau (Tenente di vascello) : 25 novembre 1872
- Capitaine de corvette (Capitano di corvetta) : 29 juin 1884
- Capitaine de frégate (Capitano di fregata) : 26 juin 1887
- Capitaine de vaisseau (Capitano di vascello) : 28 juin 1890
- Contre-amiral (Contrammiraglio) : 17 juillet 1898
- Vice-amiral (Viceammiraglio) : 19 avril 1906

### Sa contribution à la radiotélégraphie
Passionné par les innovations techniques de l'époque, il suit avec intérêt les expériences de Guglielmo Marconi, avec qui il noue une longue amitié, et apporte également une contribution importante. Au cours d'une expédition en Extrême-Orient, il établit le premier contact entre la légation italienne de Pékin et la mer. De retour en Chine à bord du Vettor Pisani, il soutient la construction de la station radio de Pékin, qui est inaugurée en 1903. En 1902, aux commandes du croiseur Carlo Alberto, il accompagne Guglielmo Marconi dans une croisière à travers la Manche, la Baltique, la Méditerranée et l'Atlantique. Grâce à ce voyage, Guglielmo Marconi a pu prouver de façon irréfutable que les zones continentales et les montagnes entre les stations télégraphiques n'empêchaient pas la communication.

### Activité parlementaire
Rappelé en Italie en 1903 pour occuper le poste de ministre de la Marine, il entreprend la modernisation technologique de la marine italienne en la dotant d'une flotte de combat composée de 21 croiseurs, trois croiseurs éclaireurs, deux dragueurs de mines, 12 sous-marins, 28 destroyers, 42 torpilleurs de haute mer et une cinquantaine de torpilleurs inférieurs.
À son instigation, le rocher du Quarto dei Mille et l'île de Caprera ont été déclarés monuments nationaux. Il a démissionné de son poste de ministre en 1909.
Il est enterré dans le cimetière monumental de Milan.

#### Postes et titres
- Directeur du bureau expéditionnaire hydrographique (commissionné, 19 mai 1874-21 janvier 1875) (titulaire, 6 janvier-25 octobre 1889).
- Chef du bureau de l'état-major de la marine (régent, 16 juin 1898-1 avril 1900)
- Commandant en chef des équipages du corps royal (21 février 1901-6 février 1902)

### Hommage
En 1915, le croiseur éclaireur Carlo Mirabello construit par Ansaldo de Gênes porte son nom.

## Décorations

### Décorations italiennes
- Chevalier de grand-croix décoré du grand cordon de l'ordre des Saints-Maurice-et-Lazare
- Chevalier de grand-croix décoré du grand cordon de l'ordre de la Couronne d'Italie
- Chevalier de l'ordre militaire de Savoie
- Médaille de la Mauricie
- Croix d'or avec couronne royale pour ancienneté dans le service militaire pour les officiers ayant 40 ans de service.
- Médaille d'or d'honneur pour longue navigation maritime (20 ans)
- Médaille commémorative des campagnes des guerres d'indépendance
- Médaille commémorative de l'Unité italienne
- Médaille commémorative des campagnes d'Afrique
- Médaille commémorative de la campagne de Chine

### Décorations étrangères
- Chevalier de 1re classe de l'ordre de l'Aigle rouge (Prusse)
- Chevalier de 2e classe de l'ordre de la Couronne (Prusse)

## Source
- (it) Cet article est partiellement ou en totalité issu de l’article de Wikipédia en italien intitulé « Carlo Mirabello » (voir la liste des auteurs).